# リアリズム研究会
リアリズム研究会（リアリズムけんきゅうかい）は、日本の文学団体である。
1957年、新日本文学会の中の、リアリズムを創作方法として重視しようとしていた、霜多正次、窪田精、金達寿、西野辰吉、小原元、佐藤静夫たちによって結成された。基本的に文学が中心であったが、画家の永井潔も参加し、絵画におけるリアリズム論の深化にも貢献した。会は、中心的に運営を担う「同人」と、会の趣旨に賛同する「会員」から構成されていて、全国各地に同人や会員による地方組織（多くは「名古屋リアリズム研究会」のように、〈地名＋リアリズム研究会〉という名称をとった）をもっていたことが特徴であった。機関誌『現実と文学』を月刊で発行し、金達寿の『密航者』などの作品が掲載された。また、〈全国研究集会〉という、会員が一堂に会して創作の課題を議論する会合ももつなど、活発な活動をした。会の運営に協力していた松本清張らも選考委員に加えた〈リアリズム文学賞〉も設定し、伊東信「総員帽振れ」や奥野正男「地底の炎」が受賞した。
1965年、同人たちの霜多・西野・津田孝が新日本文学会からその前年に除籍されたことをうけて、全国的な民主主義文学の運動体として会を再編することを決定し、同人・会員の大多数は新たに結成された日本民主主義文学同盟の構成員となった。『現実と文学』は1965年10月発行の第50号で休刊した。